# Салют (гостиница, Москва)
Гостиница «Салют» — чётырёхзвёздочная гостиница на юго-западе Москвы, расположенная на территории района Тропарёво-Никулино.

## История
Гостиница «Салют» возводилась с 1977 года по 1980 год по заказу ВЦСПС и ЦСТЭ к Московской олимпиаде для приёма иностранных гостей. Проектировалось и строилось 24-этажное гостиничное здание в соответствии с международными требованиями. Впервые здание гостиницы такой этажности было возведено в крупнопанельных конструкциях (недоступная ссылка) с использованием элементов серии П-3, также применявшихся при строительстве Олимпийской деревни — 1980. Официально гостиница была открыта 6 марта 1980 года. После окончания Олимпиады гостиница «Салют» принадлежала и использовалась Московским «Интурбюро» для размещения иностранных туристов. В 1985 году гостиница принимала делегатов XII Всемирного фестиваля молодёжи и студентов. В декабре 2015 года гостинице «Салют» была присвоена категория «4 звезды».

### Реконструкция

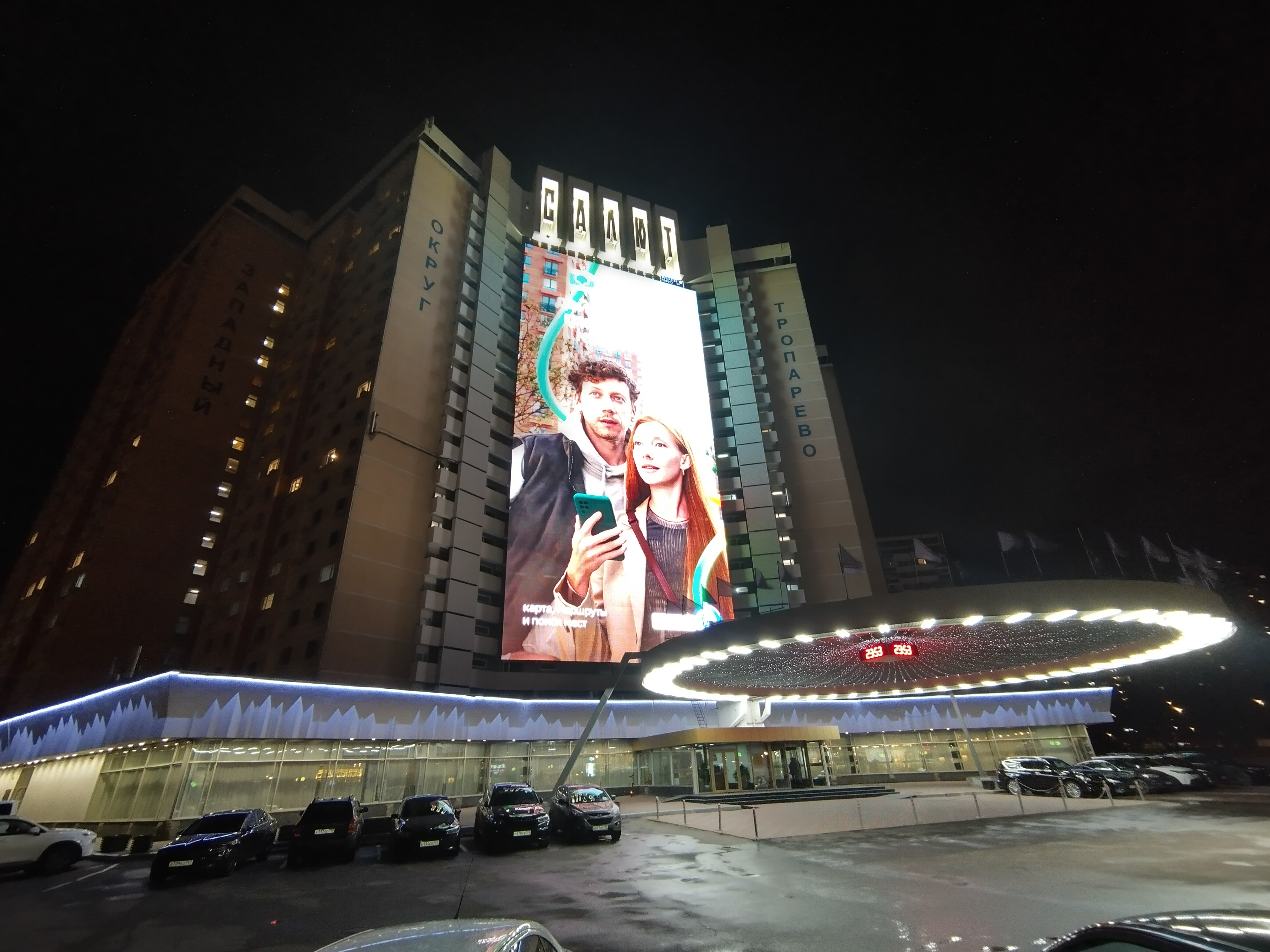
Гостиница ночью

В 2003 году была отремонтирована и переоборудована бо́льшая доля номеров гостиницы, в период с 2014 года по 2016 год реконструкция гостиницы продолжилась.